# Emmenomma oculatum
Emmenomma oculatum là một loài nhện trong họ Amaurobiidae.
Loài này thuộc chi Emmenomma. Emmenomma oculatum được Eugène Simon miêu tả năm 1884.